# Pazo de Parada
El Pazo de Parada está considerado el pazo más grandioso de la provincia de Orense. Auténtica casa señorial, pertenece a la parroquia de Parada, en el municipio de Amoeiro  (partido judicial de Orense). Figura en la hoja nº 187 del mapa topográfico nacional 1:50.000.

## Localización
Se halla enclavado el pazo en las típicas tierras de los chaos de Amoeiro, famosos desde antiguo por sus bellas mujeres, cantadas en la copla popular:
“Pra mostrar quererme bien dame bon viño de Leiro, 
pan trigo de Ribadavia, 
mozas dos chaos de Aamoeiro”.
El terreno tiene ya en esta zona los desniveles y quiebras de las bocarribeiras, bien regadas por los ríos Formigueiro y Barbantiño, afluentes del Miño, cuyas aguas se aprovechan, no sólo para el regadío, sino también para mover toda la serie de molinos instalados en sus cauces.
Las tierras, con alturas inferiores a los 400 m, son pródigas en vino, y acogen en sus vegas maizales y campos de centeno. En las zonas más altas sotos y carballeiras alternan con praderías para el ganado, que no falta en la zona.
El acceso puede hacerse por diversos itinerarios, pues, es un pazo bien comunicado. Quizá el recorrido más simple es seguir la N. 525 hasta Tamallancos y allí tomar la carretera local que une esta nacional con la 591; a 7.5 km de Tamallancos se encuentra la Casa Grande.

## Exterior
El pazo está rodeado por una gran finca, pero el conjunto hoy día forma parte del núcleo urbano inmediato denominado La Iglesia. Su planta, de grandes proporciones, se ajusta al esquema de escuadra, con torre en el extremo de la crujía más corta.
Entre ambas crujías, y limitado por un sencillo muro de cierre con portalón también sencillo de entrada, está el patio (hoy transformado en hermoso jardín), que puede ser clasificado como exterior e inscrito.
Todo el edificio está construido en sillería granítica (no olvidemos que la zona de Amoeiro es rica en granito), que en la crujía más grande es concertada, con bloques muy regulares, y en la crujía corta (que parece corresponder a la zona más antigua) presenta una mayor variedad en el tamaño y disposición de los sillares.
A través del portalón abierto en el bajo muro de cierre (sin categoría de fachada), se entra en el patio-jardín. Desde él el espectáculo que el pazo ofrece, es grandioso: la crujía larga recorrida en su totalidad por una amplia y larga solana (más de 60 m), con hermosa barandilla de piedra formada por artísticos balaustres bien trabajados y con pilares que, cada cinco balaustres, sostienen elegantes columnas toscanas en las que apoya la cubierta. Unos modillones continúan la línea de esos pilares sobre la zona adintelada en la que descansa la solana y que a su vez forma un entablamento que se apoya en otras tantas columnas toscanas, en correspondencia con las del piso alto.
La crujía corta presenta al patio, en ángulo recto con la larga ya descrita, un muro en el que se abre el gran portalón de acceso. Es la verdadera y única fachada de la casa, portón adintelado, sobre el que pende, colgando a ambos lados, la característica cadena, símbolo de los grandes privilegios de que esta casa gozó: jurisdicción civil y criminal, confirmada en el cercano “campo de horca”.
Sobre la puerta hay tres escudos de armas: el del centro, de mayor tamaño, con corona y escusón, y los de los lados, menores, surmontados por yelmos con cimeras. Entre los escudos se abren dos ventanas rectangulares de reducido tamaño.
Continuando esta fachada, que está orientada al sur, sigue formando un ángulo muy abierto, el muro de la casa (que aquí corresponde a la despensa) en el que se abren tres troneras con una evidente intención defensiva en relación con la entrada al pazo.
La cara norte del edificio, que comienza con la torre de sección rectangular, y está formada por la fachada mayor de la crujía menor, presenta como novedades una especie de garitón alargado y no excesivamente saliente y un balcón volado con barandilla de hierro, apoyado en siete grandes canzorros graníticos.
El garitón está transformado, ya desde época antigua, en un retrete de madera con la peculiaridad de ser bipersonal, pues en la tabla de asiento se abren dos orificios, no creo que fuera su finalidad primera, pero sí que muy pronto se adaptó a este uso.
La cara oeste del edificio, la más larga (más de 100 m) presenta una puerta y huecos de aire en el piso bajo, y en el alto una serie de ventanas y portas de aire. Tiene esta fachada en su zona más meridional una especie de gran contrafuerte macizo. Pienso que con él se trató de dar más estabilidad al mismo en esta zona en que, a causa del gran desnivel del terreno, quedaba más desamparado.
La cara sur, que corresponde al remate frontal de la crujía larga, presenta en su piso alto dos ventanas y un balcón sobre gran ménsula de piedra y con barandilla de hierro. Sobre la puerta que se abre al balcón hay una inscripción y, a ambos lados, sendos escudos.
La cubierta del edificio es a cuatro aguas y de teja. En la parte considerada más antigua no tiene cornisa ni moldura alguna amparando el alero. Sí la tiene en cambio y muy moldurada en la zona más moderna.

## Interior
El interior del pazo es sumamente interesante, pues conserva la prestancia de sus mejores momentos. Por el portalón ya descrito se entra en un zaguán del que parte una amplia escalera de madera que conduce a un también amplio corredor del mismo material que circunda, en ángulo, el hueco de aquélla.
Continuación del corredor es la elegante solana que ya hemos descrito.
En la crujía más corta y de construcción más antigua se alberga la cocina, grande, con lareira y gran campana apoyada por su parte posterior en la pared, y descansando por delante en dos columnas graníticas. Está en esta zona la torre, el servicio ya mencionado, el archivo familiar y otras habitaciones menores.
En la crujía larga hay una serie de siete grandes salones comunicados entre sí, a los que se pasa desde un vestíbulo con pavimento de piedra, que comunica con la solana. En uno de los salones hay una chimenea francesa, pero no tiene correspondencia con ninguna chimenea exterior de las que son usuales en la arquitectura pacega.
Como elementos accesorios destaca el hórreo de tres cuerpos, construido en piedra y madera, con tornarratos de losa continua. También se encuentran todas las correspondientes dependencias de uso agrícola y ganadero necesarias en una casa con una tan gran hacienda, y que están situadas en la planta baja de la misma, con acceso desde el zaguán y también por los portones abiertos en la fachada posterior.
El pazo no tiene capilla ni parece que la tuvo nunca, si bien en la iglesia parroquial existe una capilla con enterramientos propia de la familia vinculada a este pazo, que hoy en día comunica con la iglesia, pero que parece que no fue así en épocas pasadas.

## Datos históricos
Uno de los primeros datos históricos es la fecha que figura en la inscripción de la fachada sur del pazo, que dice:
D.C.M.
SIT HONOR ET GLORIA
ME FECIT GUNDI SALVVUS CUM LEONO 
RE EIUS UXORE CHARISSIMA
ΑΝΝΟ 1683.
Esta fecha, teniendo en cuenta donde está emplazada, se referiría a la crujía más larga que desde luego tiene todo el aire dieciochesco. En cuanto a la crujía más corta, sin duda anterior, aunque posiblemente remodelada, data de 1758 o 1759. Fueron Pedro Yáñez de Bóveda y su mujer doña Leonor González Enríquez quienes mediante escritura otorgada ante Juan Fernández Linares fundaron vínculos de mayorazgo de diversos bienes, entre ellos el Pazo de Parada, con su jurisdicción, rentas y derechos, y que nombraron primero sucesor al capitán don Suero Enríquez de Nóvoa, hijo suyo, quien se casó con doña Violante Noguerol y Villamarín, con quien tuvo una hija única, que fue doña Ana María Enríquez, mujer de don Gonzalo de Avalle y Acuña Marino de Lobera, dueño del coto de Lira. Fueron estos señorespadres de doña Inés de Avalle, que se casó con don Juan Salgado Guntín, señor de la fortaleza de Borrajeiros y su jurisdicción, bisabuelo de don Joaquín Salgado Enriquez, coronel de milicias, primer Conde de Borrajeiros y Vizconde de Parada, en cuyo tiempo alcanzó el pazo su mejor esplendor. Este conde no tuvo hijos, por lo que le sucedió su hermano don Juan Manuel, segundo Conde de Borrajeiros, y a éste su hijo don Juan Francisco Salgado, tercer conde, del que descienden familias muy ilustres, entre otras los actuales dueños del pazo.
En el Archivo Histórico Provincial de Orense hay un documento fechado en 1693, que cita a un "Don Gonzalo Antonio Salgado, dueño de La Casa y Coto de Parada y de las fortalezas de Borrajeiros y estuvo casado con doña Leonor de Mendoza". Y otro de 1778, que, a propósito del "Pazo y Casa de Parada", cita a don Juan Manuel Salgado y Enríquez, Conde de Borrajeiros, canónigo prebendado de la Catedral de Tuy".
Emilio González López, citando al P. Crespo, afirma que "por sus servicios militares, así también como por los de sus antepasados, a la Corona Española, le concedió Carlos III a don Joaquín Salgado y Enríquez, Coronel de las milicias orensanas el título de Vizconde de Parada, en la provincia de Orense, y más tarde el 21 de enero de 1761, el título de Conde de Borrajeiros, en el actual partido de Arzúa, en la provincia de La Coruña" y que "fue este don Joaquín Salgado el que emprendió la reconstrucción del antiguo Pazo de Parada, para hacer de él uno de los más bellos de la Ilustración gallega en la provincia de Orense"".
El pazo de Parada, que conoció su mejor esplendor en la segunda mitad del siglo XVIII, fue asaltado por los franceses en 1808 y según afirmación de Álvarez Gallego "bravamente defendido con la ayuda de sus criados por los dueños, descendientes de los patronímicos del señorío de los Ribadeneira, Villamarín y Silva, después enlazados por coyundas sucesivas con los Taboada Roca, González Enríquez, Salgado Guntín y Miranda. Allí la vieja raza hidalga supo dar buena cuenta de su bravura".
Los señores de Parada estuvieron ligados al linaje de los Altamirano de Trujillo, a cuya familia pertenecieron don Antonio Altamirano de Sotomayor, que fue colegial mayor en Salamanca y después oidor en La Coruña y don Javier de Soto Altamirano, vecino de Orense. Por los Altamirano heredaron los Miranda torres y tierras en Extremadura, perteneciendo los mayorazgos de la familia a la Maestranza de Trujillo.
Las piedras de armas que ornamentan las fachadas del pazo, hacen relación a los linajes de los Ribadeneira, Villamarín, Silva, Enríquez, Nóvoa y otros menos claros.